# Rhovànion
Rhovànion és un territori de la Terra Mitjana, el món imaginari creat per J.R.R. Tolkien. És el nom genèric que es dona a les terres entre les Muntanyes Boiroses i el Riu Corrent. En llengua comuna també reben el nom de Terres Aspres.